# Hongdu K-8 Karakorum
Hongdu K-8 Karakorum je čínsko-pákistánský cvičný a lehký bojový letoun vyvinutý čínskou společností Hongdu Aviation Industry Group (HAIG). Je to nejlevnější v současnosti vyráběný letoun své kategorie. Díky své jednoduchosti, výhodné ceně a zapojení domácího průmyslu se tento typ značně rozšířil. Do října 2012 už bylo vyrobeno přes 600 letadel.

## Vývoj

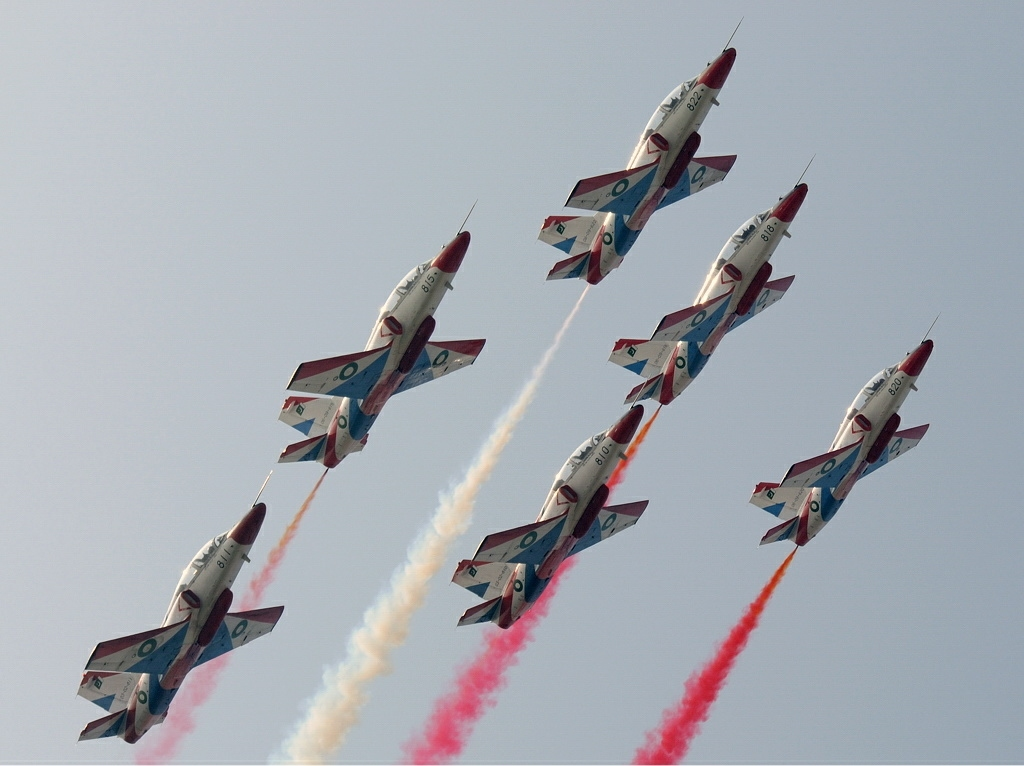
K-8P pákistánské akrobatické skupiny Shimin

Čínská lidová republika a Pákistán se roku 1986 dohodly na vývoji společného proudového letadla pro základní výcvik. Pákistán hledající náhradu za americké stroje Cessna T-37 přitom hradil 25 % nákladů. Vývoj letounu roku 1987 zahájily čínská letecká společnost Hongdu Aviation Industry Group (HAIG) v Nančchangu a pákistánská Pakistan Aeronautical Complex (PAC) ve městě Kamra. Typ tehdy nesl označení JL-8 (JiaoLian-8). Stavba prototypů začala roku 1989. V konstrukci letounu byla využita řada komponentů z tamních bezlicenčních kopií stíhacích letadel MiG. Komponenty, na jejichž vývoj Čína sama nestačila, měly být dodány z USA. Jednalo se například o avioniku Collins, radiovybavení a motory Garrett TFE731-2A-2 o tahu 15,6 kN. K záchraně pilotů výrobce vybral britská vystřelovací sedadla Martin-Baker Mk.10L. Dle odhadů se první tři prototypy skládaly z 50 % čínských komponentů, z 25 % amerických a z 25 % ruských. Po masakru studentů na Náměstí nebeského klidu v roce 1989 bylo na Čínu uvaleno zbrojní embargo a dodávky amerických komponentů byly zrušeny.
Stavba prvního prototypu byla zahájena v létě 1989, k prvnímu letu došlo 26. listopadu 1990. Ve stejném roce typ dostal exportní název K-8 Karakorum. Druhý upravený prototyp vzlétl 18. října 1991, třetí jej následoval v roce 1992. Uvalení embarga vývoj typu zdrželo. 
V letech 1992–1996 bylo postaveno 15 předsériových letadel, z nichž bylo dle objednávky z 9. dubna 1994 šest dodáno Pákistánu. Předány byly 21. září 1991. Později došlo k navýšení objednávek a Pákistán si vyžádal vývoj upravené verze K-8P s odlišnou avionikou a motorem TFE731-2A-2A s tahem 15,9 kN. Přední kokpit byl vybaven HUD společně s novými komunikačními a navigačními soustavami. Dodáno bylo 60 exemplářů z nichž 12 bylo v původním provedení.
Verzi K-8P později ve čtyřech kusech zakoupila Ghana pod označením K-8G. Následně Čína dodala 12 kusů K-8M do Myanmaru, 4 K-8N do Namibie a 8 K-8Z do Zimbabwe. Objednávky od většiny uživatelů byly později navyšovány zejména s ohledem na rychlé opotřebení letounů.
Egypt v roce 1999 objednal 120 letounů ve verzi K-8E s odlišnou avionikou, které měly nahradit dosluhující stroje Aero L-29 Delfín. 
Čínské letectvo stroj zařadilo do služby pod označením JL-8 (JiaoLian-8) v počtu 400 kusů. Chybějící komponenty přitom byly okopírovány či sehnány jinde. Například pohonnou jednotku TFE-731-2A-2 nahradil ukrajinský dvouproudový motor Ivčenko AI-25TLK o maximálním tahu 16,87 kN (stejný motor poháněl i československá cvičná letadla L-39 Albatros), na jehož výrobu pod označením WS-11 země získala licenci. Britská vystřelovací sedadla nahradila nelicenční čínská kopie TY-7A, avionika je postavena na domácích prvcích. V prvních kusech nebyl instalován HUD, ale pouze kolimátorový zaměřovač. Výzbroj může tvořit podtrupové pouzdro s kanónem ráže 23 mm, neřízené rakety ráže 57 mm, pumy do hmotnosti 250 kg, protiletadlové řízené střely PL-5 a PL-7. První prototyp JL-8 vzlétl v prosinci 1994.
Verze K-8W (výrobní označení JL-8W) se dostala do služby ve Venezuele (18 kusů) a Bangladéši a jde o verzi s moderní avionikou s multifunkčními displeji s HUD. Druhým jihoamerickým uživatelem se s variantou K-8VB stala Bolívie. Zvolená konfigurace postrádá část základních přístrojů v zadní kabině.

## Konstrukce
Jedná se o jednomotorový dvoumístný dolnoplošník koncepčně odpovídající cvičným letadlům předchozí generace (např. BAe Hawk, L-39 Albatros). Konstrukce letounu obsahuje pouze 5% kompozitních materiálů. K-8 může být vybaven moderním tzv. skleněným kokpitem, ale i klasickými analogovými přístroji.

## Varianty

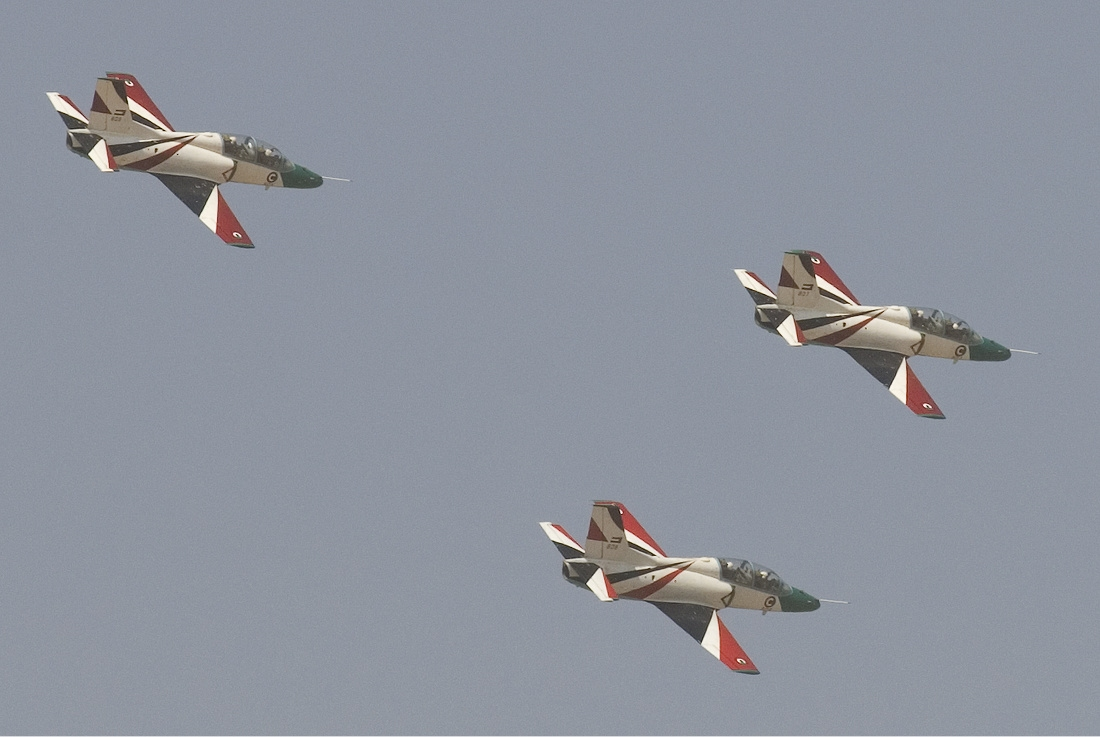
Súdánské K-8S za letu

- K-8 – Původní verze s americkými komponenty a motorem Garret TFE-731-2A-2.
- K-8P – Verze vyvinutá pro Pákistán. Oproti té čínské má například tzv. skleněný kokpit.
- JL-8 – Verze provozovaná čínským letectvem vybavená ukrajinskými motory AI-25 TLK.
- L-11 – Verze JL-8 poháněná v licenci vyráběným motorem WS-11.
- K-8E – Verze vyvinutá pro Egypt. Je vybavena americkým motorem a západní avionikou.[6]
- K-8V – Jeden zkušební stroj z roku 1997 s elektroimpulzním řízením (Fly-by-wire), vylepšenou aerodynamikou, avionikou a americkým motorem Honeywell TFE-731.[2]

## Uživatelé

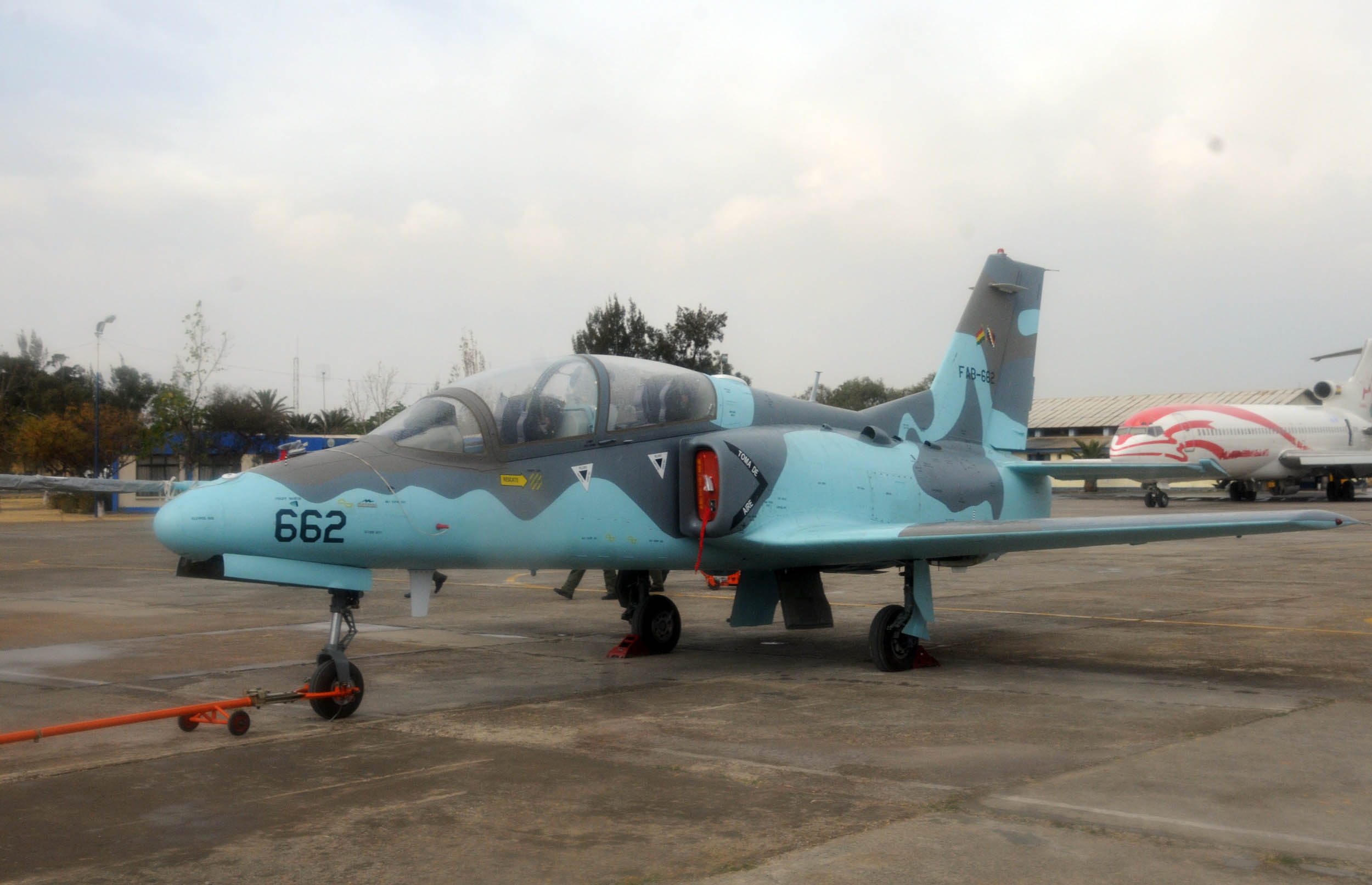
K-8BV letectva Bolívie

- Angola - v roce 2021 ve službě celkem 12 strojů K-8W[7]
- Bangladéš – 16 strojů K-8W
- Bolívie – 6 strojů K-8VB
- Čína
- Egypt – 120 strojů verze K-8E. Kontrakt zahrnoval transfer technologií na výrobu a údržbu letounů. Prvních 80 kusů bylo v Egyptě sestaveno z dílů vyrobených v Číně, zbylých 40 bylo cca z 30% vyrobeno přímo v Egyptě u společnosti Aircraft Factory.[2]
- Ghana[2] – 4 stroje
- Myanmar (Barma)
- Namibie[2]
- Pákistán
- Súdán[2]
- Srí Lanka
- Tanzanie[2]
- Venezuela – 58 strojů vybavených moderní avionikou včetně HUD a MFD displejů.[2]
- Zambie[2]
- Zimbabwe[2]

## Specifikace (K-8P)

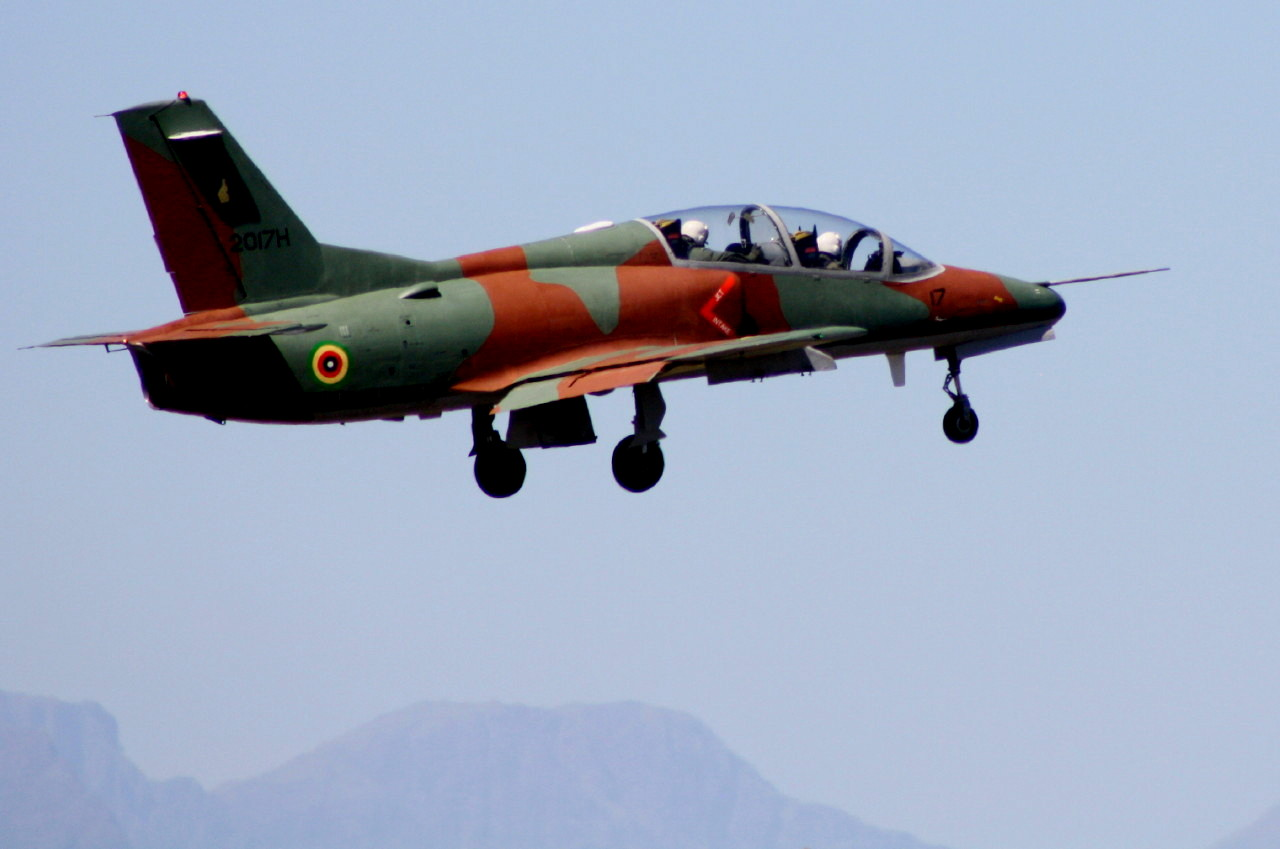
Zimbabwský K-8Z

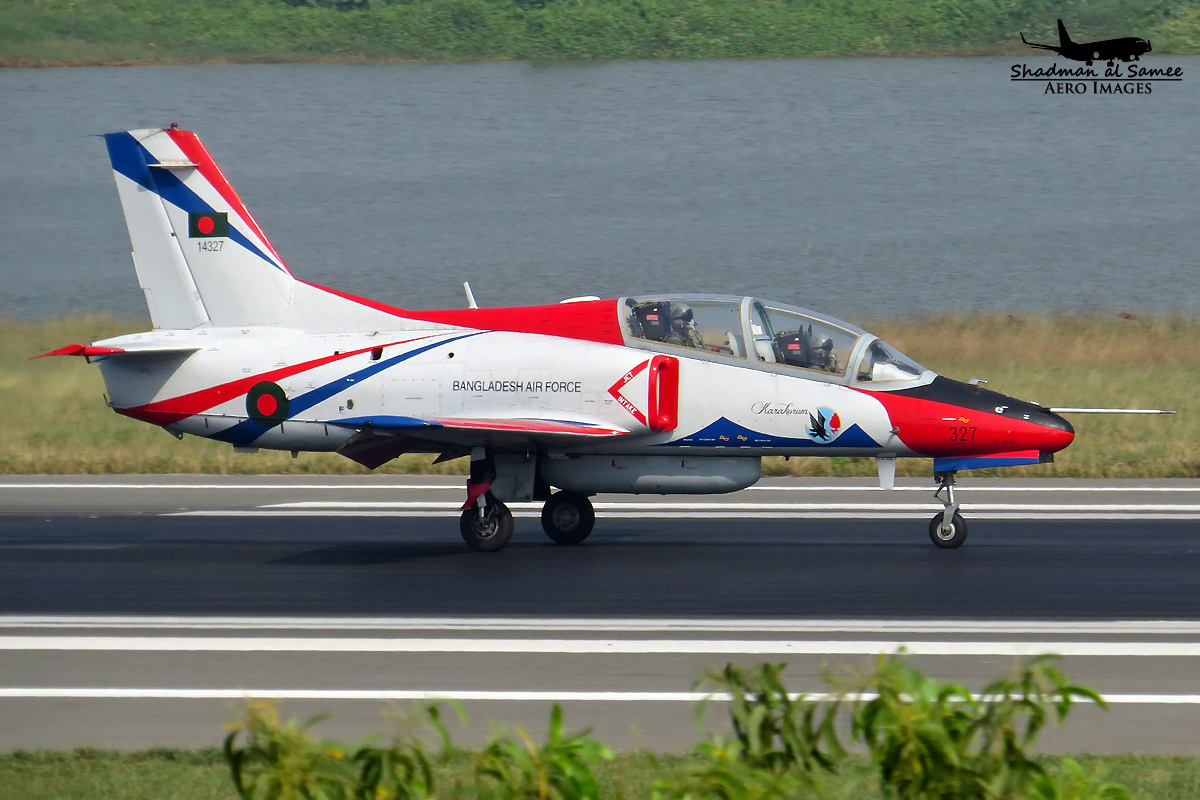
K-8W, Bangladesh Air Force (černá 327)

## Specifikace (K-8P)[1]

### Technické údaje
- Posádka: 2 (instruktor a žák)
- Délka: 11,60 m
- Rozpětí: 9,63 m
- Výška: 4,21 m
- Nosná plocha: 17,02 m²
- Hmotnost prázdného stroje: 2687 kg
- Maximální vzletová hmotnost : 4330 kg
- Pohonná jednotka: 1× dvouproudový motor Honeywell TFE731-2A-2A
- Tah pohonné jednotky: 16,01 kN

### Výkony
- Maximální rychlost: 800 km/h
- Dolet 2 250 km
- Dostup: 13 000 m
- Vytrvalost: 3 h 20 min

### Výzbroj
- 1× 23mm kanón na závěsníku pod trupem
- 1000 kg výzbroje na 4 závěsnících pod křídlem